# بزرگراه ۷۵ آسیا
بزرگراه ۷۵ آسیا که به صورت علامت اختصاری AH-75 نشان داده می‌شود، بزرگراهی است به طول ۱۹۲۰ کیلومتر که از تجن در ترکمنستان آغاز شده و در چابهار ایران پایان می‌یابد. مسیر آن از جاده‌های زیر است :

## ترکمنستان
- تجن - سرخس

## ایران
- جاده ۲۲: سرخس - مشهد
- آزادراه کنارگذر شمالی مشهد
- آزادراه ۲: مشهد - باغچه
- جاده ۹۵: باغچه - بیرجند - نهبندان - دشتک - زاهدان - چابهار